# 박은태
박은태(朴殷泰, 1981년 6월 14일 ~ )는 대한민국의 뮤지컬 배우이다. 한양대학교 경영학과에서 학사 학위를 받았다. 대학시절 2001년 강변가요제에서 동상을 수상한 이후 2006년에 라이온킹 앙상블로 데뷔, 2008년에 노트르담 드 파리의 그랭구아르역을 맡았다. 2011년 제 17회 한국뮤지컬대상 남우신인상, 2012년 제6회 더 뮤지컬 어워즈 남우조연상을 수상하였으며, 2013년에는 제7회 딤프 어워즈 올해의 스타상을 수상하였고 2014년 제 8회 더 뮤지컬 어워즈에서 남우주연상을 수상하였다. 대표작으로는 뮤지컬 《모차르트!》, 《지킬 앤 하이드》, 《엘리자벳》, 《지저스 크라이스트 수퍼스타》, 《프랑켄슈타인》등이 있다. 2012년 9월 24일에 결혼을 하였으며, 배우자는 걸그룹 파파야의 멤버였던 배우 고은채이다.

## 학력
- 한양대학교 경영학과 (학사)
- KAI 한국예술원 연기뮤지컬과

## 출연 작품

### 뮤지컬
- 2007년 《라이온 킹》 ... 코뿔소 앞다리, 풀, 하이에나, 등 역, 샤롯데씨어터
- 2007년 《사랑은 비를 타고》 ... 동현 역, 한성아트홀
- 2007년 《노트르담 드 파리》 ... 그랭구아르 역, 김해문화의전당 마루홀
- 2007년 《노트르담 드 파리》 ... 그랭구아르 역, 고양아람누리 아람극장
- 2007년 《노트르담 드 파리》 ... 그랭구아르 역, 세종문화회관 대극장
- 2008년 《노트르담 드 파리》 ... 그랭구아르 역, 성남아트센터 오페라하우스
- 2008년 《노트르담 드 파리》 ... 그랭구아르 역, 대구 오페라하우스
- 2008년 《노트르담 드 파리》 ... 그랭구아르 역, 대전예술의전당 아트홀
- 2008년 《노트르담 드 파리》 ... 그랭구아르 역, 광주 문화예술회관 대극장
- 2008년 《햄릿》 ... 레어티스 역, 뮤지컬전용극장 씨어터S
- 2008년 《노트르담 드 파리》 ... 그랭구아르 역, 김해문화의전당 마루홀
- 2008년 《노트르담 드 파리 - 갈라디너쇼》 ... 그랭구아르 역, JW메리어트호텔 그랜드볼룸
- 2009년 《노트르담 드 파리 -광주》 ... 그랭구아르 역, 광주 문화예술회관 대극장
- 2009년 《노트르담 드 파리 -대구》 ... 그랭구아르 역, 대구 계명아트센터
- 2009년 《노트르담 드 파리》 ... 그랭구아르 역, 세종문화회관 대극장
- 2009년 《노트르담 드 파리 -대전》 ... 그랭구아르 역, 대전예술의전당 아트홀
- 2009년 《노트르담 드 파리》 ... 그랭구아르 역, 국립극장 해오름극장
- 2009년 《노트르담 드 파리 -성남》 ... 그랭구아르 역, 성남아트센터 오페라하우스
- 2010년 《뮤지컬 모차르트!》 ... 볼프강 모차르트 역, 세종문화회관 대극장
- 2010년 《뮤지컬 모차르트! -대구》 ... 볼프강 모차르트 역, 대구 계명아트센터
- 2010년 《뮤지컬 모차르트! -창원》 ... 볼프강 모차르트 역, 창원 성산아트홀 대극장
- 2010년 《뮤지컬 모차르트! -부산》 ... 볼프강 모차르트 역, 부산문화회관 대극장
- 2010년 《뮤지컬 모차르트! -대전》 ... 볼프강 모차르트 역, 대전예술의전당 아트홀
- 2010년 《뮤지컬 모차르트! -광주》 ... 볼프강 모차르트 역, 광주 문화예술회관 대극장
- 2010년 《뮤지컬 모차르트! -안산》 ... 볼프강 모차르트 역, 안산문화예술의전당 해돋이극장
- 2010년 《인터미션 콘서트》 ... 동덕여대 공연예술센터
- 2010년 《피맛골 연가》 ... 김생 역, 세종문화회관 대극장
- 2010년 《오페라의 유령 기념 갈라콘서트》 ... 특별출연, 샤롯데씨어터
- 2010년 《김준수 뮤지컬 콘서트 Levay with Friends》 ... 올림픽공원 체조경기장
- 2010년 《콘서트 D》 ... 숙명아트센터 씨어터S
- 2011년 《거미여인의 키스》 ... 몰리나 역, 아트원씨어터1관
- 2011년 《뮤지컬 모차르트》 ... 볼프강 모차르트 역, 성남아트센터 오페라하우스
- 2011년 《피맛골 연가》 ... 김생 역, 세종문화회관 대극장
- 2011년 《햄릿》 ... 햄릿 역, 유니버설아트센터
- 2011년 《희망강북콘서트》 ... 강북문화예술회관
- 2011년 《햄릿 -고양》 ... 햄릿 역, 고양아람누리 아람극장
- 2012년 《엘리자벳》 ... 루이지 루케니 역, 블루스퀘어 삼성전자홀
- 2012년 《2012 커피콘서트3》 ... 인천종합문화예술회관 소공연장
- 2012년 《엘리자벳 -전주》 ... 루이지 루케니 역, 한국소리문화의전당 모악당
- 2012년 《엘리자벳 -대구》 ... 루이지 루케니 역, 대구 계명아트센터
- 2012년 《서울시향 강변음악회》 ... 여의도 한강공원 너른들판
- 2012년 《뮤지컬 모차르트》 ... 볼프강 모차르트 역, 세종문화회관 대극장
- 2012년 《2012 서울뮤지컬페스티벌 - The SMF 갈라쇼》 ... 충무아트홀 대극장
- 2012년 《대학생 뮤지컬 페스티벌 갈라콘서트》 ... 의정부 예술의전당 소극장
- 2012년 《희망강북콘서트》 ... 강북문화예술회관
- 2012년 《황태자 루돌프》 ... 황태자 루돌프 역, 충무아트홀 대극장
- 2012년 《2013 핫앤뉴 뮤지컬 페스티벌》 ... 올림픽공원 SK올림픽핸드볼경기장(구.펜싱경기장)
- 2013년 《2013 금난새 페스티벌》 ... 충무아트홀 대극장
- 2013년 《황태자 루돌프 -전주》 ... 황태자 루돌프 역, 한국소리문화의전당 모악당
- 2013년 《황태자 루돌프 -대구》 ... 황태자 루돌프 역, 대구 계명아트센터
- 2013년 《황태자 루돌프 -광주》 ... 황태자 루돌프 역, 광주 문화예술회관 대극장
- 2013년 《황태자 루돌프 -창원》 ... 황태자 루돌프 역, 창원 성산아트홀 대극장
- 2013년 《황태자 루돌프 -부산》 ... 황태자 루돌프 역, 부산문화회관 대극장
- 2013년 《황태자 루돌프 -안산》 ... 황태자 루돌프 역, 안산문화예술의전당 해돋이극장
- 2013년 《황태자 루돌프 -대전》 ... 황태자 루돌프 역, 대전예술의전당 아트홀
- 2013년 《황태자 루돌프 -천안》 ... 황태자 루돌프 역, 천안 예술의전당 대공연장
- 2013년 《지저스 크라이스트 수퍼스타》 ... 지저스 역, 샤롯데씨어터
- 2013년 《안산시립합창단 다문화가족음악회》 ... 안산문화예술의전당 달맞이극장
- 2013년 《2013뮤지컬 갈라 콘서트》 ... 세종문화회관 대극장
- 2013년 《엘리자벳》 ... 루이지 루케니 역, 예술의전당 오페라극장
- 2013년 《2013서울뮤지컬페스티벌 개막갈라쇼》 ... 충무아트홀 대극장
- 2013년 《엘리자벳 -부산》 ... 루이지 루케니 역, 부산문화회관 대극장
- 2013년 《엘리자벳 -광주》 ... 루이지 루케니 역, 광주 문화예술회관 대극장
- 2013년 《엘리자벳 -창원》 ... 루이지 루케니 역, 창원 성산아트홀 대극장
- 2014년 《프랑켄슈타인》 ... 앙리 뒤프레 역, 충무아트홀 대극장
- 2014년 《정성화 콘서트 -부산》 ... 부산시민회관 대극장
- 2014년 《모차르트!》 ... 볼프강 모차르트 역, 세종문화회관 대극장
- 2014년 《모차르트! -광주》 ... 볼프강 모차르트 역, 광주 문화예술회관 대극장
- 2014년 《모차르트! -창원》 ... 볼프강 모차르트 역, 창원 성산아트홀 대극장
- 2014년 《모차르트! -부산》 ... 볼프강 모차르트 역, 부산문화회관 대극장
- 2014년 《모차르트! -대구》 ... 볼프강 모차르트 역, 대구 계명아트센터
- 2014년~2015년 《지킬앤하이드》 ... 지킬/하이드 역, 블루스퀘어 삼성전자홀
- 2015년 《지킬앤하이드 -울산》 ... 지킬/하이드 역, 울산문화예술회관 대공연장
- 2015년 《지킬앤하이드 -창원》 ... 지킬/하이드 역, 창원 성산아트홀 대극장
- 2015년 《지킬앤하이드 -광주》 ... 지킬/하이드 역, 광주 문화예술회관 대극장
- 2015년 《지킬앤하이드 -고양》 ... 지킬/하이드 역, 고양 아람누리 아람극장
- 2015년 《지킬앤하이드 -대전》 ... 지킬/하이드 역, 대전예술의전당 아트홀
- 2015년 《지저스 크라이스트 수퍼스타》 ... 지저스 역, 샤롯데씨어터
- 2015년 《지저스 크라이스트 수퍼스타 -이천》 ... 지저스 역, 이천아트홀 대극장
- 2015년~2016년 《프랑켄슈타인》 ... 앙리 뒤프레 역, 충무아트홀 대극장
- 2016년 《도리안 그레이》 ... 헨리 워튼 역, 성남아트센터 오페라하우스
- 2016년~2017년 《팬텀》 ... 팬텀 역, 블루스퀘어 삼성전자홀
- 2017년 《팬텀 -대전》 ... 팬텀 역, 대전예술의전당 아트홀
- 2017년 《팬텀 -광주》 ... 팬텀 역, 광주 문화예술회관 대극장
- 2017년 《팬텀 -부산》 ... 팬텀 역, 부산문화회관 대극장
- 2017년 《팬텀 -대구》 ... 팬텀 역, 대구 계명아트센터
- 2017년 《매디슨 카운티의 다리》 ... 로버트 킨케이드 역, 충무아트센터 대극장
- 2017년 《벤허》 ... 유다 벤허 역, 충무아트센터 대극장
- 2017년 《12월의 선물》 ... 롯데콘서트홀
- 2018년 《닥터 지바고》 ... 유리 지바고 역, 샤롯데씨어터
- 2018년 《빅루프 뮤지컬 콘서트 -부산》 ... 영화의전당 야외극장
- 2018년 《프랑켄슈타인》 ... 앙리 뒤프레 역, 블루스퀘어 인터파크홀
- 2018년 《매디슨 카운티의 다리》 ... 로버트 킨케이드 역, 샤롯데씨어터
- 2018년~2019년 《지킬앤하이드》 ... 지킬/하이드 역, 샤롯데씨어터
- 2019년 《지킬앤하이드 -창원》 ... 지킬/하이드 역, 3.15 아트센터 대극장
- 2019년 《지킬앤하이드 -대전》 ... 지킬/하이드 역, 대전예술의전당 아트홀
- 2019년 《지킬앤하이드 -광주》 ... 지킬/하이드 역, 광주 문화예술회관 대극장
- 2019년 《지킬앤하이드 -대구》 ... 지킬/하이드 역, 대구 계명아트센터
- 2019년 《지킬앤하이드 -부산》 ... 지킬/하이드 역, 센텀시티 소향씨어터 신한카드홀
- 2019년 《지킬앤하이드 -인천》 ... 지킬/하이드 역, 인천문화예술회관 대공연장
- 2019년 《지킬앤하이드 -여수》 ... 지킬/하이드 역, GS칼텍스 예울마루 대극장
- 2019년 《지킬앤하이드 -성남》 ... 지킬/하이드 역, 성남아트센터 오페라하우스
- 2019년 《지킬앤하이드 -전주》 ... 지킬/하이드 역, 한국소리문화의전당 모악당
- 2019년 《지킬앤하이드 -천안》 ... 지킬/하이드 역, 천안예술의전당 대공연장
- 2019년 《벤허》 ... 유다 벤허 역, 블루스퀘어 인터파크홀
- 2019년~2020년 《스위니토드》 ... 스위니 토드 역, 샤롯데씨어터
- 2020년 《모차르트!》 ... 볼프강 모차르트 역, 세종문화회관 대극장
- 2020년 《킹키부츠》 ... 롤라 역, 블루스퀘어 인터파크홀
- 2020년~2021년 《젠틀맨스 가이드》 ... 몬티 나바로 역, 홍익대 대학로 아트센터
- 2021년 《팬텀》 ... 팬텀 역, 샤롯데씨어터
- 2021년 《팬텀 -대구》 ... 팬텀 역, 대구 계명아트센터
- 2021년 《팬텀 -성남》 ... 팬텀 역, 성남아트센터 오페라하우스
- 2021년 《팬텀 -부산》 ... 팬텀 역, 드림씨어터
- 2021년~2022년 《프랑켄슈타인》 ... 앙리 뒤프레 역, 블루스퀘어 신한카드홀
- 2022년 《지킬 앤 하이드》 ... 지킬/하이드 역, 샤롯데씨어터
- 2022년 《웃는 남자》 ... 그윈플렌 역, 세종문화회관 대극장
- 2022년 《엘리자벳》 ... 루이지 루케니 역, 블루스퀴어 신한카드홀

### 그밖의 활동
- 2006년 SBS 금요 드라마 《내 사랑 못난이》 OST <고민중이예요>
- 첼로(알럽 짝궁, 부탁, Dream Lover, 보내주기), Imagination 2006(취중진담), 인터미션 (편지)
- 2011년 SBS 월화드라마 《무사 백동수》 OST <야뇌>
- 2012년 7월 제1회 서울뮤지컬페스티벌 홍보대사
- 2017년 최백호 앨범 《불혹》 중, <새들처럼> 피처링
- 2017년 Mnet, tvN 《더마스터》 출연
- 2020년 김순영 앨범 《삶이 그대를 속일지라도》 중, <가장 아름다운 노래> 피처링
- 2023년 JTBC《최강야구》애국가 제창

### 수상 및 후보
| 연도 | 시상식                 | 부문                 | 작품              | 결과 |
| ---- | ---------------------- | -------------------- | ----------------- | ---- |
| 2001 | 강변가요제             | 동상                 |                   | 수상 |
| 2011 | 제17회 한국뮤지컬대상  | 남자배우 신인상      | 《피맛골 연가》   | 수상 |
| 2012 | 제6회 더뮤지컬어워즈   | 남자배우 조연상      | 《엘리자벳》      | 수상 |
| 2014 | 제8회 더뮤지컬어워즈   | 남자배우 주연상      | 《프랑켄슈타인》  | 수상 |
| 2014 | 제3회 예그린어워드     | 스태프가 뽑은 배우상 |                   | 수상 |
| 2017 | 제1회 한국뮤지컬어워즈 | 남우조연상           | 《도리안 그레이》 | 수상 |